# Freigné

Freigné este o comună în departamentul Maine-et-Loire, Franța. În 2009 avea o populație de 1,164 de locuitori.